# Понтийски гръцки геноцид
Понтийският гръцки геноцид, наричан още Понтийски холокост, е термин, с който се отбелязва насилствената масова депортация и убийства на над 353 000 понтийски гърци в Османската империя от младотурските власти в периода от 1915 до 1917 година.
И днес се водят спорове между Турция, която не признава геноцида, и Гърция и международната общност.
Общо избитите гърци от 1914 до 1923 в Османската империя са 2 500 000 души.

## История
Фактите показват, че гръцкият геноцид започва още през 1908 година, когато младотурците обявяват че „Турция принадлежи на турците“ и завършва с договора в Лозана, при който се извършва размяна на население.